# Сэндс, Джон (футболист)
Джон Сэндс (англ. John Sands; 20 июля 1854 — 21 апреля 1919) — английский футболист, вратарь. Выступал за футбольный клуб «Ноттингем Форест», провёл 1 матч за национальную сборную Англии.

## Биография
Родился в Ноттингеме, играл в футбол за местные футбольные команды. В 1878 году присоединился к клубу «Ноттингем Форест». Чемпионата на тот момент не было, клубы играли в товарищеских матчах или в Кубке Англии. Сэндс помог своей команде дойти до полуфинала Кубка Англии 1879 года, в котором «Ноттингем Форест» проиграл клубу «Олд Итонианс». Год спустя вновь помог команде дойти до полуфинала Кубка Англии 1880 года, в котором «Ноттингем Форест» проиграл клубу «Оксфорд Юниверсити».
15 марта 1880 года провёл свою единственную игру за сборную Англии: это был матч против сборной Уэльса на стадионе «Рейскорс Граунд» в Рексеме. В той игре англичане одержали победу со счётом 3:2.
Сэндс продолжал выступать за «Форест» до января 1883 года. Последним его матчем в составе «Ноттингем Форест» стала переигровка третьего раунда Кубка Англии 13 января 1883 года.
Был женат, имел двоих детей. Работал кладовщиком на чулочном складе, а также железнодорожным служащим. Умер в Ноттингеме в апреле 1919 года.